# 江泽慧
江泽慧（1938年2月—），女，江苏扬州人，祖籍安徽旌德，中华人民共和国木材科学家。

## 生平
江泽慧生于江苏省江都县仙女庙镇（今扬州市江都区），祖籍安徽省宣城市旌德县江村。父亲是江上青，有嗣子江泽民。1956年，江泽慧中学毕业报考大学，但是三个候选北京大学、南京大学、上海交通大学均未录取。当时政策规定是由政府调配，江泽慧被调配入学安徽农学院林业学，为此她倍感沮丧；但是三哥江泽民写信鼓励，并每月寄十元资助她。1960年6月，自安徽农学院林学系毕业。1962年加入中国共产党。历任安徽农学院林学系助教、讲师、副教授、教授，林学系党总支副书记、书记。1991年3月任安徽农学院副院长。1992年享受国务院政府特殊津贴。
1993年2月起，任安徽省人大常委会副主任。1994年5月至1998年5月任安徽农业大学校长。1996年1月任林业部党组成员（副部长级），后任国家林业局党组成员（副部长级）。1996年2月至2006年12月，任中国林业科学研究院院长、院分党组书记。后任中国林业科学研究院首席科学家、教授、博士生导师、博士后指导小组成员。2001年6月，中国科学技术协会第六次全国代表大会召开，并选举其出任第六届全国委员会常务委员。
2009年，担任全国政协人口资源环境委员会副主任，中国林业科学研究院图书馆馆长，国家林业局科技委副主任。

## 社会兼职
中国花卉协会会长，中国林学会第一副理事长，国际木材科学院院士、中国木材学会常务副理事长，国际竹藤组织董事会联合主席，国际木材解剖学会会员，中国科学技术协会常务委员会委员，国务院学位委员会林业工程学科评审组成员、《全国农业科技发展纲要》领导小组成员兼专家顾问组副组长、《林业科学研究》主编、中国现代科学全书《林业工程卷》主编。

## 家族
父亲江上青，母亲王者兰。大哥江澤君、二姐江澤芬、三哥江泽民，妹妹江澤南（澤蘭），弟弟江澤寬。

## 学术贡献
江泽慧长期从事森林利用学、木材学、木材解剖学的教学、科研、管理工作，曾主持或参加国家重大科技攻关项目、国家自然基金项目、攀登计划项目、省市科研项目21项（其中主持13项）。曾获国家、省部级科技进步奖12项（其中国家科技进步二等奖2项、三等奖1项，省部级科技进步一等奖3项、二等奖3项、三等奖3项）。

## 著作
- 《世界主要树种木材科学特性》
- 《世界竹藤》
- 《中国林业工程》
- 《长江中下游低丘滩地综合治理与开发研究》
- 《东南亚木材识别及用途》
- 《中国现代林业》
- 《中国新林种抑螺防病林研究》
- 《木材学》[4]